# Protognathosaurus
Protognathosaurus („ještěr s ranou čelistí“) byl rod sauropodního plazopánvého dinosaura, žijícího v období střední až svrchní jury (asi před 168 až 160 miliony let) na území dnešní Číny (provincie S’-čchuan).

## Historie a popis
Holotyp s katalogovým označením CV 00732 (= ChM V732) byl objeven v sedimentech souvrství Ša-si-miao (Shaximiao) v lokalitě lomu Ta-šan-pchu (Dashanpu). Jedná se o frsagment spodní čelisti, který byl popsán roku 1988 čínským paleontologem jménem Čang I-chun (Zhang Yihun) jako "Prognathosaurus" oxyodon. Protože však toto jméno již bylo použito v roce 1950 k popisu jistého druhu brouka z čeledi roháčovitých, americký badatel George Olshevsky v roce 1991 stanovil nové rodové jméno Protognathosaurus.
Fragment čelisti zahrnuje i osmnáct zubních jamek s náznaky obměny dentice. Celkově však není tento materiál příliš diagnostický a většinou paleontologů je proto taxon P. oxyodon v současnosti považován za pochybné vědecké jméno (nomen dubium).